# Fifth Ward (Louisiane)
Fifth Ward est une census-designated place de la paroisse des Avoyelles, en Louisiane, aux États-Unis. 